# Абава
А́бава — река в Латвии, правый приток реки Вента. Река берёт начало в болоте Лестенес-Энавас пурвс, расположенном на восточном склоне Восточно-Курземской возвышенности. Высота истока — 54 м над уровнем моря. Длина реки — 129 км. Площадь водосборного бассейна — 2042 км².

## Левые притоки
Амула, Дуньупите, Имула, Иванде, Валгале, Ведзеле, Виесате, Олупите, Озолупите, Земите, Жиду-Страутс.

## Правые притоки
Бебрупе, Дзелзамурупе, Дзирупе, Кароне, Кроя, Лашупе, Лигупе, Меллупите, Пуре, Семе, Вецупе, Вегупите, Вирбупе.

## Достопримечательности
- водопад Абавас румба[4] (в 4 км ниже Сабиле)
- утёс Муйжараю-Клинтис
- пещеры Велну (чертовы) у Сабиле
- пещеры Марас-Камбари недалеко от Ренды.

Долина Абавы образовалась в ледниковый период. Склоны обширной долины сплошь изрыты глубокими оврагами, ручьями и речушками.